# 이름들
이름들(The Names, 1982년)은 미국 소설가 돈 드릴로(Don DeLillo)의 일곱 번째 소설이다. 주로 그리스를 배경으로 한 이 작품은 일련의 인물 연구로, 설명할 수 없는 수많은 살인 사건의 배후에 있는 신비한 "언어 컬트"에 대한 음모와 엮여 있다. 작업 전반에 걸쳐 탐구하는 많은 주제 중에는 언어와 문화의 교차점, 국경 안팎에서 미국 문화에 대한 인식, 내레이션이 이야기의 사실에 미치는 영향력이 존재한다.
처음에 일부 평론가는 이름들이 지적으로 풍부한 반면 소설로는 성공하지 못했다는 것을 발견했지만 이후 몇 년 동안 드릴로의 최고의 작품 중 하나로 간주되었다.